# ميشال أدانسون
ميشال أدانسون (بالفرنسية: Michel Adanson)‏ (7 إبريل 1727م - 3 أغسطس 1806م) هو عالم فرنسي من أنصار المذهب الطبيعي وأصوله اسكتلندية.

## حياته
وُلد أدنسون في آكس آن بروفانس. انتقلت عائلته إلى باريس عام 1730م. بعد أن ترك مدرسة سان بارب، تعين في مُجممي ريومور وبرنار دو جوسيو وأيضًا في حديقة النباتات في باريس. حضر محاضرات في الحديقة الملكية وفي كوليج دو فرانس في باريس في الفترة من 1741م إلى 1746م، وفي عام 1748 موله رئيس شركة الهند الشرقية الفرنسية ليخرج في بعثة استكشافية في السنغال. استقر هناك لمدة 5 سنوات، يجمع ويضع أوصاف للعديد من الحيوانات والنباتات. وأيضًا جمع عينات من المنتجات التجارية، ورسم خرائط للدولة، وقام بمراقبات نظامية للفلك والطقس، وأعد كتب في قواعد اللغة وقواميس للغات المحكية على شواطيء السنغال.

## روابط خارجية
- ميشال أدانسون على موقع الموسوعة البريطانية (الإنجليزية)